# 세월과 사랑
〈세월과 사랑〉는 이용이 1997년 발표한 가요이다.